# Världsmästerskapen i simsport 2022
Världsmästerskapen i simsport 2022 var den 19:e upplagan av världsmästerskapen i simsport. Mästerskapen arrangerades i Budapest i Ungern mellan den 17 juni och den 3 juli 2022.
Efter Rysslands invasion av Ukraina beslutade Internationella simförbundet i mars 2022 att stänga av samtliga simmare från Ryssland och Belarus från mästerskapen.

## Kalender
| ● | Öppningsceremoni | ● | Tävlingar/försök | ● | Finaler/medaljtävlingar | ● | Avslutningsceremoni | H | Herrmatcher | D | Dammatcher |

| Juni/Juli            | 17 | 18 | 19 | 20 | 21 | 22 | 23 | 24 | 25 | 26 | 27 | 28 | 29 | 30 | 1  | 2  | 3  | Totalt |
| -------------------- | -- | -- | -- | -- | -- | -- | -- | -- | -- | -- | -- | -- | -- | -- | -- | -- | -- | ------ |
| Ceremonier           | ●  |    |    |    |    |    |    |    |    |    |    |    |    |    |    |    | ●  | -      |
| Simning              |    | 5  | 4  | 5  | 5  | 5  | 5  | 6  | 7  |    |    |    |    |    |    |    |    | 42     |
| Öppet vatten-simning |    |    |    |    |    |    |    |    |    | 1  | 2  |    | 2  | 2  |    |    |    | 7      |
| Konstsim             | ●  | 1  | 1  | 2  | 1  | 1  | 1  | 1  | 2  |    |    |    |    |    |    |    |    | 10     |
| Simhopp              |    |    |    |    |    |    |    |    |    | 1  | 1  | 2  | 3  | 2  | 1  | 1  | 2  | 13     |
| Vattenpolo           |    |    |    | D  | H  | D  | H  | D  | H  | D  | H  | D  | H  | D  | H  | D  | H  | 2      |
| Totalt               | 0  | 6  | 5  | 7  | 6  | 6  | 6  | 7  | 9  | 2  | 3  | 2  | 5  | 4  | 1  | 2  | 3  | 74     |
| Summa grenar         | 0  | 6  | 11 | 18 | 24 | 30 | 36 | 43 | 52 | 54 | 57 | 59 | 64 | 68 | 69 | 71 | 74 | 74     |

## Deltagande nationer
Antal idrottare inom parentes
- Afghanistan (1)
- Albanien (2)
- Algeriet (2)
- Andorra (2)
- Angola (5)
- Antigua och Barbuda (4)
- Argentina (24)
- Armenien (4)
- Aruba (5)
- Australien (88)
- Österrike (16)
- Azerbajdzjan (2)
- Bahamas (4)
- Bahrain (4)
- Bangladesh (2)
- Barbados (3)
- Belgien (5)
- Benin (2)
- Bermuda (2)
- Bhutan (2)
- Bolivia (5)
- Bosnien och Hercegovina (2)
- Botswana (2)
- Brasilien (71)
- Brunei (3)
- Bulgarien (8)
- Burkina Faso (2)
- Burundi (2)
- Kambodja (2)
- Kamerun (2)
- Kanada (76)
- Kap Verde (2)
- Caymanöarna (2)
- Chile (5)
- Kina (51)
- Kinesiska Taipei (13)
- Colombia (31)
- Komorerna (2)
- Cooköarna (3)
- Costa Rica (14)
- Kroatien (18)
- Kuba (14)
- Curaçao (3)
- Cypern (4)
- Tjeckien (8)
- Kongo-Kinshasa (2)
- Danmark (5)
- Djibouti (2)
- Dominikanska republiken (4)
- Ecuador (7)
- Egypten (24)
- El Salvador (2)
- Ekvatorialguinea (3)
- Estland (7)
- Swaziland (2)
- Etiopien (2)
- Färöarna (2)
- Mikronesiska federationen (3)
- Fiji (2)
- FINA Oberoende idrottare (6)
- Finland (5)
- Frankrike (55)
- Gabon (1)
- Georgien (18)
- Tyskland (45)
- Ghana (3)
- Storbritannien (45)
- Grekland (59)
- Grenada (2)
- Guam (4)
- Guatemala (4)
- Guinea (1)
- Guyana (2)
- Haiti (2)
- Honduras (2)
- Hongkong (13)
- Ungern (75)
- Island (2)
- Indien (9)
- Indonesien (6)
- Iran (2)
- Irak (2)
- Irland (4)
- Israel (26)
- Italien (84)
- Jamaica (3)
- Japan (58)
- Jordanien (2)
- Kazakstan (49)
- Kosovo (2)
- Kuwait (7)
- Kirgizistan (2)
- Laos (2)
- Lettland (5)
- Libanon (4)
- Lesotho (1)
- Libyen (1)
- Litauen (8)
- Luxemburg (4)
- Madagaskar (2)
- Malawi (3)
- Malaysia (13)
- Maldiverna (4)
- Mali (1)
- Malta (2)
- Marshallöarna (2)
- Mauritius (3)
- Mexiko (36)
- Moldavien (3)
- Monaco (2)
- Mongoliet (4)
- Montenegro (15)
- Marocko (4)
- Moçambique (2)
- Nepal (2)
- Nederländerna (36)
- Nya Zeeland (42)
- Nicaragua (2)
- Niger (2)
- Nigeria (2)
- Nordmakedonien (3)
- Nordmarianerna (4)
- Norge (5)
- Oman (1)
- Pakistan (4)
- Palau (3)
- Palestina (4)
- Panama (4)
- Papua Nya Guinea (1)
- Paraguay (5)
- Peru (7)
- Filippinerna (3)
- Polen (16)
- Portugal (14)
- Puerto Rico (11)
- Qatar (2)
- Rumänien (4)
- Rwanda (2)
- Saint Kitts och Nevis (1)
- Saint Lucia (2)
- Saint Vincent och Grenadinerna (2)
- Samoa (2)
- San Marino (5)
- Saudiarabien (2)
- Senegal (3)
- Serbien (18)
- Seychellerna (6)
- Singapore (27)
- Sint Maarten (2)
- Slovakien (20)
- Slovenien (6)
- Salomonöarna (1)
- Sydafrika (47)
- Sydkorea (32)
- Spanien (50)
- Sri Lanka (1)
- Sudan (4)
- Surinam (2)
- Suspended Member Federation (2)
- Sverige (18)
- Schweiz (23)
- Syrien (2)
- Tadzjikistan (2)
- Tanzania (2)
- Thailand (39)
- Tonga (2)
- Trinidad och Tobago (2)
- Tunisien (2)
- Turkiet (14)
- Turkmenistan (2)
- Turks- och Caicosöarna (1)
- Uganda (5)
- Ukraina (32)
- Förenade arabemiraten (2)
- USA (101)
- Uruguay (8)
- Uzbekistan (7)
- Venezuela (5)
- Vietnam (9)
- Amerikanska Jungfruöarna (2)
- Jemen (2)
- Zambia (2)
- Zimbabwe (4)

## Medaljtabell
*   Värdland ( Ungern)
| Nr                   | Nation               | Guld | Silver | Brons | Totalt |
| -------------------- | -------------------- | ---- | ------ | ----- | ------ |
| 1                    | USA                  | 18   | 14     | 17    | 49     |
| 2                    | Kina                 | 18   | 2      | 8     | 28     |
| 3                    | Italien              | 9    | 7      | 6     | 22     |
| 4                    | Australien           | 6    | 9      | 4     | 19     |
| 5                    | Kanada               | 3    | 5      | 6     | 14     |
| 6                    | Japan                | 2    | 8      | 3     | 13     |
| 7                    | Frankrike            | 2    | 7      | 2     | 11     |
| 8                    | Ukraina              | 2    | 6      | 2     | 10     |
| 9                    | Tyskland             | 2    | 5      | 3     | 10     |
| 10                   | Ungern*              | 2    | 2      | 1     | 5      |
| 11                   | Sverige              | 2    | 2      | 0     | 4      |
| 12                   | Brasilien            | 2    | 1      | 2     | 5      |
| 13                   | Rumänien             | 2    | 0      | 0     | 2      |
| 14                   | Storbritannien       | 1    | 4      | 6     | 11     |
| 15                   | Nederländerna        | 1    | 1      | 3     | 5      |
| 16                   | Spanien              | 1    | 0      | 1     | 2      |
| 16                   | Litauen              | 1    | 0      | 1     | 2      |
| 18                   | Polen                | 0    | 1      | 1     | 2      |
| 19                   | Sydkorea             | 0    | 1      | 0     | 1      |
| 20                   | Grekland             | 0    | 0      | 3     | 3      |
| 21                   | Malaysia             | 0    | 0      | 2     | 2      |
| 21                   | Österrike            | 0    | 0      | 2     | 2      |
| 23                   | Sydafrika            | 0    | 0      | 1     | 1      |
| Totalt (23 nationer) | Totalt (23 nationer) | 74   | 75     | 74    | 223    |